# Thành Tư Nguy
Thành Tư Nguy (11 tháng 6 năm 1935 — 12 tháng 7 năm 2015) là một nhà kinh tế, kỹ sư hóa học và chính trị gia người Trung Quốc.

## Qua đời
Thành Tư Nguy qua đời tại Bắc Kinh vào sáng ngày 12 tháng 7 năm 2015, hưởng thọ 80 tuổi.